# Batracomorphus soboles
Batracomorphus soboles är en insektsart som beskrevs av George Willis Kirkaldy 1906. Batracomorphus soboles ingår i släktet Batracomorphus och familjen dvärgstritar. Inga underarter finns listade i Catalogue of Life.